# Palladios
Palladios von Helenopolis (lateinisch Palladius; * um 364 in Galatien; † um 430 in Aspuna) war christlicher Mönch, Schriftsteller und Bischof.

## Leben
Palladios ging als junger Mann um 390 nach Ägypten, um das Leben der Mönche kennenzulernen. Nach etwa zehnjährigem Aufenthalt bei den ägyptischen Mönchen, wo er Euagrios Pontikos (346–399/400), den er seinen Lehrer nannte, kennenlernte, verließ Palladios während der origenistischen Streitigkeiten – aus (vorgeschobenen?) gesundheitlichen Gründen – um 400 Ägypten (vgl. mit Johannes Cassianus, um 360–435). Er reiste nach Palästina, wo er das dortige Mönchtum kennenlernte und ging nach Konstantinopel zu Bischof Johannes Chrysostomos (um 345–407), der ihn zum Bischof von Helenopolis in Bithynien ernannte. Von den Anhängern des Theophilus von Alexandria als Origenist beschuldigt, reiste er im Jahr 405 nach Rom, um bei Innozenz I. Partei für Johannes Chrysostomos zu ergreifen, und wo er die Gastfreundschaft von Melania in Anspruch nahm. Er nahm im folgenden Jahr (406) auch an einer Gesandtschaft teil, die sich in Konstantinopel bei Arcadios, dem Kaiser des Ostreiches, für Chrysostomos einsetzte. Palladios wurde aber als dessen Anhänger für elf Monate eingekerkert und anschließend nach Syene in Oberägypten verbannt. Nach 412 hielt Palladios sich dann in Antinoë und Ankyra auf, 417 erhielt er den Bischofssitz von Aspuna in Galatien.

## Werk

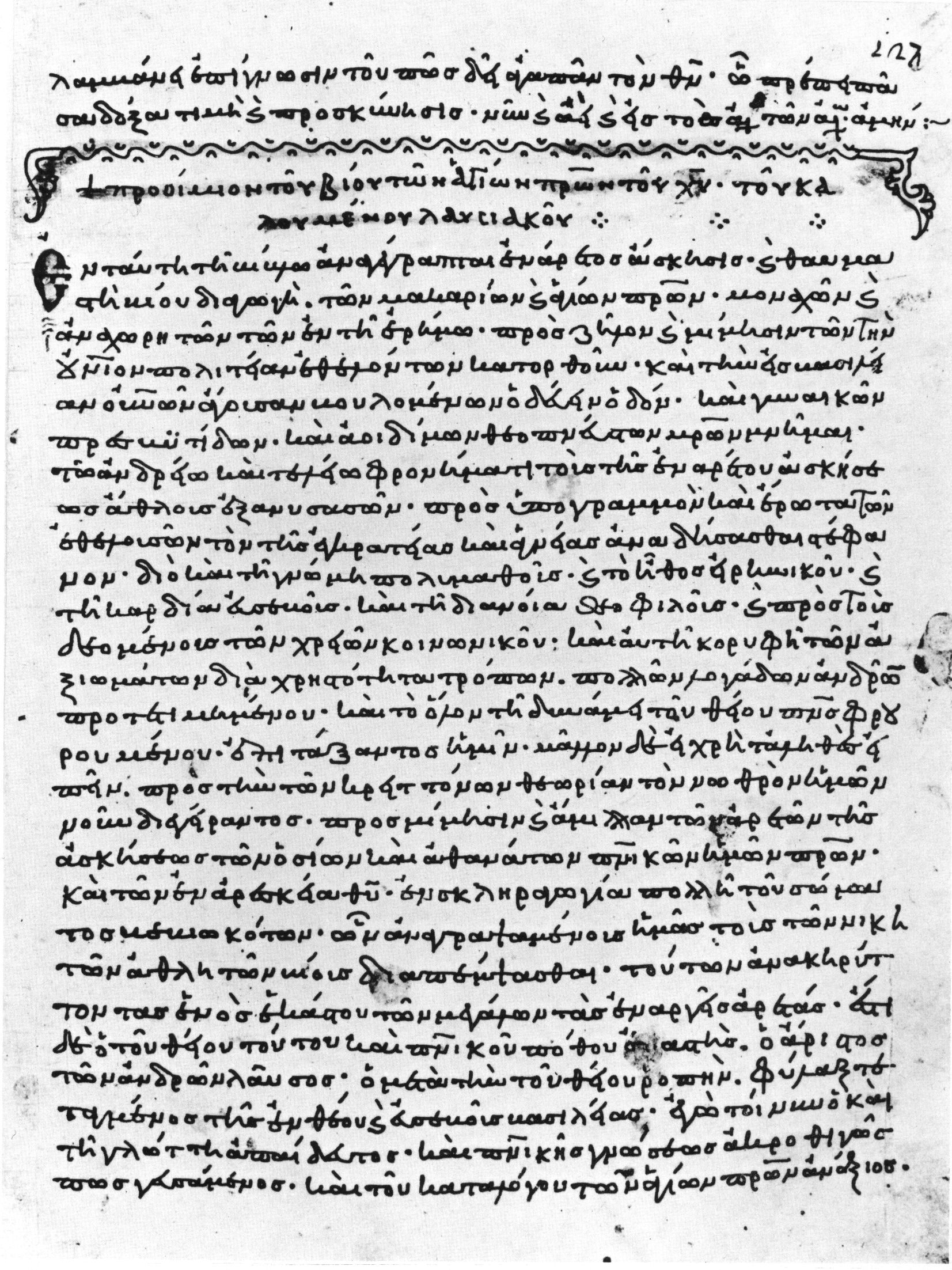
Palladios, Vorrede zur Historia Lausiaca in der 992 geschriebenen Handschrift Venedig, Biblioteca Marciana, Gr. 346, fol. 127

Im Exil in Syene verfasste Palladios um das Jahr 408 den Dialogus de vita Ioannis Chrysostomi, einen Bericht der Verfolgung des Johannes Chrysostomos. Um 420 schrieb er die Historia Lausiaca im Auftrag des Lausos, Eunuch und sowohl Kämmerer als auch Oberhaupt der Leibwache der Kaiser Arkadios und Theodosius II., des höchsten Beamten des byzantinischen Kaiserhofes. Darin schildert Palladios in 71 Kapiteln seine Begegnungen und Gespräche mit den frühen Einsiedlermönchen in Ägypten und Palästina und mit deren Bewunderern und Förderern.

## Ausgaben
- Palladius von Hellenopolis: Leben der Väter (Historia Lausiaca). Griechische Liturgien  (= Bibliothek der Kirchenväter. 1. Reihe, Band 5). Übersetzt von Remigius Storf, mit einer Einleitung versehen von Theodor Schermann. Verlag der Josef Köselschen Buchhandlung, Kempten und München 1912 (Digitalisat).
- Palladius: The Lausiac History. Übersetzt und kommentiert von Robert T. Meyer. The Newman Press, London 1965 (Digitalisat).
- Palladius: Historia Lausiaca – Die frühen Heiligen der Wüste. Herausgegeben und übersetzt von Jacques Laager. Manesse Verlag, Zürich 1987.